# Campionati europei di atletica leggera paralimpica 2021
Il VII Campionato europeo di atletica leggera paralimpica si sono disputati a Bydgoszcz, in Polonia, presso lo stadio Zdzisław Krzyszkowiak dal 1º al 5 giugno 2021. Inizialmente si sarebbero dovuti svolgere nel 2020, ma furono rinviati a causa della pandemia di COVID-19.

## Categorie
La classe sportiva nell'atletica leggera paralimpica si identifica con un prefisso e con un numero. I prefissi utilizzati sono:
- F = prove effettuate su campo (field, campo);
- T = prove effettuate su pista (track, pista);
- P = pentathlon;

Mentre i numeri identificativi delle categorie sono:
- 11-13 – atleti ipovedenti e non vedenti; gli atleti delle categorie 11 e 12 gareggiano con una guida;
- 20 – atleti con disabilità intellettiva;
- Atleti gareggianti su sedia a rotelle:
  - 31-34 – atleti con paralisi cerebrale o con altre condizioni che limitano la coordinazione degli arti e/o l'uso dei muscoli;
  - 51-58 – atleti con lesioni alla spina dorsale, amputazioni, handicap muscolo-scheletrici, malformazioni congenite, lesioni nervose;
  - RR1-3 – atleti che impiegano una sedia a rotelle adattata per mantenere il bilanciamento;
- Atleti deambulanti gareggianti in posizione eretta:
  - 35-38 – atleti con paralisi cerebrale o con altre condizioni che limitano la coordinazione degli arti e/o l'uso dei muscoli;
  - 40-46 – atleti con amputazioni, lesioni spinali, handicap muscolo-scheletrici, malformazioni congenite, lesioni nervose.

## Nazioni partecipanti
Alla manifestazione hanno preso parte 670 atleti provenienti da 43 nazioni:
- Armenia
- Atleti Paralimpici Rifugiati
- Austria
- Azerbaigian
- Belgio
- Bielorussia
- Bosnia ed Erzegovina
- Bulgaria
- Cipro
- Croazia
- Danimarca
- Estonia
- Finlandia
- Francia
- Georgia

- Germania
- Gran Bretagna
- Grecia
- Irlanda
- Islanda
- Israele
- Italia
- Lettonia
- Lituania
- Lussemburgo
- Malta
- Moldavia
- Montenegro
- Norvegia
- Paesi Bassi

- Polonia
- Portogallo
- Rep. Ceca
- Romania
- Russia
- Serbia
- Slovacchia
- Slovenia
- Spagna
- Svezia
- Svizzera
- Turchia
- Ucraina
- Ungheria

## Risultati

### Uomini

#### Corse
| Specialità | Categoria | Oro                                                | Prestazione | Argento                                                    | Prestazione            | Bronzo                                                   | Prestazione            |
| 100 m | T11       | Athanasios Ghavelas guida: Sotirios Gkaragkanis    | 10"98       | Timothee Adolphe guida: Bruno Naprix                       | 10"99                  | Gerard Descarrega Puigdevall guida: Guillermo Rojo Gil   | 11"34                  |
| 100 m | T12       | Salum Ageze Kashafali                              | 10"70       | Roman Tarasov                                              | 10"99                  | Zachary Shaw                                             | 11"06                  |
| 100 m | T13       | Zak Skinner                                        | 11"10       | Axel Zorzi                                                 | 11"13                  | Philipp Handler                                          | 11"30                  |
| 100 m | T33/34    | Henry Manni                                        | 16"28       | Stefan Rusch                                               | 16"69                  | Harri Jenkins                                            | 18"64                  |
| 100 m | T35       | Dmitrij Safronov                                   | 11"77       | Artem Kalashian                                            | 11"77                  | Ihor Tsvietov                                            | 11"90                  |
| 100 m | T36       | Evgenii Shvetsov                                   | 12"26       | Krzysztof Ciuksza                                          | 12"64                  | Roman Pavlyk                                             | 12"70                  |
| 100 m | T37       | Andrei Vdovin                                      | 11"53       | Vladyslav Zahrebelnyi                                      | 11"89                  | Chermen Kobesov                                          | 11"92                  |
| 100 m | T38       | Thomas Young                                       | 11"03       | Dimitri Jozwicki                                           | 11"34                  | Khetag Khinchagov                                        | 11"68                  |
| 100 m | T47       | Michal Derus                                       | 11"00       | Nikita Kotukov                                             | 11"08                  | Ola Abidogun                                             | 11"31                  |
| 100 m | T51       | Toni Piispanen                                     | 20"10       | Peter Genyn                                                | 20"72                  | Helder Mestre                                            | 24"03                  |
| 100 m | T52       | Beat Boesch                                        | 17"66       | Fabian Blum                                                | 18"26                  | Mario Trindade                                           | 18"79                  |
| 100 m | T53       | Pierre Fairbank                                    | 15"48       | Nicolas Brignone                                           | 15"69                  | Vitalii Gritsenko                                        | 15"87                  |
| 100 m | T54       | Leo Pekka Tahti                                    | 13"95       | Kenny van Weeghel                                          | 14"33                  | Esa-Pekka Mattila                                        | 14"39                  |
| 100 m | T63       | Daniel Wagner                                      | 12"37       | Anton Prokhorov                                            | 12"48                  | Alessandro Ossola                                        | 12"65                  |
| 100 m | T64       | Olivier Hendriks (T62)                             | 11"41       | Levi Vloet                                                 | 11"86                  | Riccardo Cotilli                                         | 11"87                  |
| 100 m | RR1       | Patryk Krause                                      | 25"32       | Jacob Birkbak                                              | 25"75                  | Medaglia non assegnata                                   | Medaglia non assegnata |
| 100 m | RR3       | Rafi Solaiman                                      | 17"16       | Lasse Kromann (RR2)                                        | 20"57                  | Rubén Aldas Tomas (RR2)                                  | 24"91                  |
| 200 m | T35       | Ihor Tsvietov                                      | 23"14       | Dmitrij Safronov                                           | 23"16                  | Artem Kalashian                                          | 23"77                  |
| 200 m | T37       | Andrei Vdovin                                      | 23,14 m     | Michal Kotkowski                                           | 23,31 m                | Chermen Kobesov                                          | 23,65 m                |
| 200 m | T51       | Peter Genyn                                        | 39"01       | Toni Piispanen                                             | 39"57                  | Helder Mestre                                            | 46"45                  |
| 200 m | T64       | Levi Vloet                                         | 23"47       | Alberto Avila Chamorro                                     | 23"73                  | Michail Seitis                                           | 23"98                  |
| 400 m | T11       | Timothee Adolphe guida: Jeffrey Lami               | 50"76       | Gerard Descarrega Puigdevall guida: Guillermo Rojo Gil     | 51"80                  | Eduardo Manuel Uceda Novas guida: Jorge Gutierrez Hellin | 52"80                  |
| 400 m | T12       | Oguz Akbulut                                       | 49"33       | Jose Luis Fernandez Taular                                 | 50"46                  | Anton Kuliatin                                           | 50"49                  |
| 400 m | T13       | Elmir Jabrayilov                                   | 49"88       | Hakan Cira                                                 | 50"06                  | Aleksandr Shirin                                         | 50"36                  |
| 400 m | T20       | Columba Blango                                     | 47"90       | Charles-Antoine Kouakou                                    | 48"80                  | Deliber Rodriguez Ramirez                                | 48"98                  |
| 400 m | T36       | Evgenii Shvetsov                                   | 54"32       | Krzysztof Ciuksza                                          | 56"54                  | Loukas Ioannis Protonotarios                             | 1'07"22                |
| 400 m | T37       | Andrei Vdovin                                      | 51"82       | Michal Kotkowski                                           | 52"40                  | Yaroslav Okapinskyi                                      | 53"47                  |
| 400 m | T38       | Anton Feoktistov                                   | 51"70       | Shaun Burrows                                              | 53"02                  | Alexander Thomson                                        | 54"66                  |
| 400 m | T44       | Emanuele Di Marino                                 | 56"56       | Dzmitry Bartashevich                                       | 56"91                  | Medaglia non assegnata                                   | Medaglia non assegnata |
| 400 m | T47       | Ivan Cvetković                                     | 50"63       | John Bridge                                                | 50"75                  | Riccardo Bagaini                                         | 50"92                  |
| 400 m | T52       | Thomas Geierspichler                               | 1'07"28     | Beat Boesch                                                | 1'08"04                | Kestutis Skucas                                          | 1'08"20                |
| 400 m | T53       | Pierre Fairbank                                    | 50"80       | Vitalii Gritsenko                                          | 50"98                  | Nicolas Brignone                                         | 51"78                  |
| 400 m | T54       | Leo Pekka Tahti                                    | 47"72       | Kenny van Weeghel                                          | 48"12                  | Nathan Maguire                                           | 48"73                  |
| 400 m | T62       | Olivier Hendriks                                   | 49"18       | Medaglie non assegnate                                     | Medaglie non assegnate | Medaglie non assegnate                                   | Medaglie non assegnate |
| 800 m | T53       | Pierre Fairbank                                    | 1'45"59     | Vitalii Gritsenko                                          | 1'45"73                | Nicolas Brignone                                         | 1'46"20                |
| 800 m | T54       | Marcel Hug                                         | 1'37"20     | Julien Casoli                                              | 1'37"27                | Nathan Maguire                                           | 1'37"60                |
| 1500 m | T11       | Fedor Rudakov guida: Vladimir Miasnikov            | 4'09"71     | Aleksander Kossakowski guida: Krzysztof Wasilewski         | 4'09"88                | Hasan Huseyin Kacar guida: Umut Kurkcu                   | 4'15"39                |
| 1500 m | T13       | Anton Kuliatin (T12)                               | 3'46"97     | Egor Sharov                                                | 3'49"72                | Yassine Ouhdadi El Ataby                                 | 3'50"79                |
| 1500 m | T20       | Aleksandr Rabotnitskii                             | 3'54"36     | Pavel Sarkeev                                              | 3'57"14                | Ndiaga Dieng                                             | 3'57"18                |
| 1500 m | T38       | Redouane Hennouni-Bouzidi                          | 4'04"39     | Michael McKillop (T37)                                     | 4'09"85                | Renaud Clerc (T37)                                       | 4'19"03                |
| 1500 m | T46       | Aleksandr Iaremchuk                                | 3'51"91     | Hristiyan Stoyanov                                         | 3'52"33                | Luke Nuttall                                             | 3'55"25                |
| 1500 m | T52       | Thomas Geierspichler                               | 4'18"14     | Kestutis Skucas                                            | 4'19"12                | Fabian Blum                                              | 4'19"41                |
| 1500 m | T54       | Marcel Hug                                         | 3'00"37     | Daniel Sidbury                                             | 3'05"30                | Aleksei Bychenok                                         | 3'05"38                |
| 5000 m | T11       | Aleksander Kossakowski guida: Krzysztof Wasilewski | 16'55"10    | Hasan Huseyin Kacar guide: Umut Kurku, Hasan Deniz Kalayci | 17'01"18               | Non assegnata                                            | Non assegnata          |
| 5000 m | T13       | Aleksandr Kostin (T12)                             | 15'00"53    | Yassine Ouhdadi el Ataby                                   | 15'01"94               | Lukasz Wietecki                                          | 15'02"41               |
| 5000 m | T54       | Marcel Hug                                         | 10'57"80    | Aleksei Bychenok                                           | 10'58"03               | Julien Casoli                                            | 10'58"21               |
| record mondiale; record mondiale stagionale; record europeo; record europeo stagionale; record dei campionati; record nazionale; record personale; record personale stagionale. |           |                                                    |             |                                                            |                        |                                                          |                        |

#### Concorsi
| Specialità | Categoria    | Oro                     | Prestazione | Argento                      | Prestazione | Bronzo                        | Prestazione |
| Salti |              |                         |             |                              |             |                               |             |
| Salto in lungo | T11          | Ronan Pallier           | 6,00 m      | Gerard Descarrega Puigdevall | 5,78 m      | Toghrul Humbatov              | 5,67 m      |
| Salto in lungo | T12          | Said Najafzade          | 6,97 m      | Siarhei Burdukou             | 6,81 m      | Tobias Jonsson                | 6,40 m      |
| Salto in lungo | T13          | Zak Skinner             | 6,92 m      | Ivan Jose Cano Blanco        | 6,90 m      | Winsdom Asisosa Ikhiuwu Smith | 6,59 m      |
| Salto in lungo | T20          | Zoran Talic             | 7,20 m      | Athanasios Prodromou         | 7,01 m      | Lenine Cunha                  | 6,55 m      |
| Salto in lungo | T36          | Oleksandr Lytvynenko    | 5,67 m      | Roman Pavlyk                 | 5,66 m      | Anastasios Petropoulos        | 5,30 m      |
| Salto in lungo | T37          | Vladyslav Zahrebelnyi   | 6,33 m      | Chermen Kobesov              | 6,14 m      | Mateusz Owczarek              | 6,00 m      |
| Salto in lungo | T38          | Khetag Khinchagov       | 6,41 m      | Mykyta Senyk                 | 6,38 m      | Andrei Poroshin               | 6,19 m      |
| Salto in lungo | T47          | Georgios Kostakis (T46) | 6,45 m      | Nemanja Matijasevic          | 6,45 m      | Daniel Perez Martinez         | 6,40 m      |
| Salto in lungo | T63          | Daniel Wagner           | 7,15 m      | Joel de Jong                 | 6,63 m      | Luke Sinnott (T61)            | 5,61 m      |
| Salto in lungo | T64          | Markus Rehm             | 8,62 m      | Dimitri Pavadé               | 6,98 m      | Marco Cicchetti (T44)         | 6,72 m      |
| Salto in alto | T47          | Georgii Margiev         | 1,94 m      | Alexandre Dipoko-Ewane (T46) | 1,91 m      | Abdullah Ilgaz                | 1,91 m      |
| Salto in alto | T42/44/63/64 | Maciej Lepiato (T44)    | 2,08 m      | Jonathan Broom-Edwards (T44) | 2,04 m      | Lukasz Mamczarz (T63)         | 1,75 m      |
| Lanci |              |                         |             |                              |             |                               |             |
| Getto del peso | F11          | Miljenko Vucic          | 13,25 m     | Igor Baskakov                | 13,22 m     | Sergei Shatalov               | 13,18 m     |
| Getto del peso | F12          | Kim Lopez Gonzalez      | 17,02 m     | Roman Danyliuk               | 16,24 m     | Stefan Dimitrijevic           | 12,91 m     |
| Getto del peso | F20          | Oleksandr Yarovyi       | 16,77 m     | Maksym Koval'                | 16,62 m     | Efstratios Nikolaidis         | 16,60 m     |
| Getto del peso | F32          | Aleksei Churkin         | 11,16 m     | Athanasios Konstantinidis    | 9,82 m      | Maciej Sochal                 | 8,86 m      |
| Getto del peso | F33          | Aleksandr Khrupin       | 11,30 m     | Michal Glab                  | 10,46 m     | Deni Cerni                    | 10,42 m     |
| Getto del peso | F34          | Evgenii Malykh          | 11,00 m     | Tomasz Paulinski             | 10,88 m     | Muhsin Kaedi                  | 10,86 m     |
| Getto del peso | F35          | Edgars Bergs            | 14,00 m     | Alexander Elmin              | 13,95 m     | Nicki Russo                   | 13,12 m     |
| Getto del peso | F36          | Alan Kokoity            | 15,92 m     | Vladimir Sviridov            | 15,71 m     | Sebastian Dietz               | 14,50 m     |
| Getto del peso | F37          | Albert Khinchagov       | 15,19 m     | Mykola Zhabnyak              | 14,69 m     | Donatas Dundzys               | 13,56 m     |
| Getto del peso | F40          | Miguel Monteiro         | 10,92 m     | Dmitry Dushkin               | 10,68 m     | Yannis Fischer                | 9,77 m      |
| Getto del peso | F41          | Bartosz Tyszkowski      | 13,51 m     | Kyron Duke                   | 13,39 m     | Niko Kappel                   | 13,36 m     |
| Getto del peso | F46          | Nikita Prokhorov        | 15,18 m     | Andrius Skuja                | 15,01 m     | Mathias Uwe Schulze           | 14,79 m     |
| Getto del peso | F53          | Elvin Astanov           | 8,23 m      | Bartosz Gorczak              | 7,77 m      | Ales Kisy                     | 7,58 m      |
| Getto del peso | F55          | Ruzhdi Ruzhdi           | 12,27 m     | Lech Stoltman                | 12,07 m     | Nebojsa Duric                 | 11,80 m     |
| Getto del peso | F57          | Janusz Rokicki          | 13,90 m     | Alexey Ashapatov             | 13,79 m     | Piotr Kakol                   | 12,95 m     |
| Getto del peso | F63          | Aled Davies (F42)       | 15,17 m     | Tom Habscheid                | 14,53 m     | Badr Touzi (F42)              | 13,53 m     |
| Lancio del disco | F11          | Miroslaw Madzia         | 37,16 m     | Pavel Nesterenko             | 36,10 m     | Alvaro del Amo Cano           | 36,08 m     |
| Lancio del disco | F37          | Mykola Zhabnyak         | 54,22 m     | Donatas Dundzys              | 41,67 m     | Ronni Jensen                  | 29,19 m     |
| Lancio del disco | F52          | Piotr Kosewicz          | 20,86 m     | Robert Jachimowicz           | 20,18 m     | Velimir Sandor                | 19,78 m     |
| Lancio del disco | F56          | Konstantinos Tzounis    | 42,71 m     | Dusan Laczko                 | 39,82 m     | Nebojsa Duric                 | 37,71 m     |
| Lancio del disco | F64          | Ivan Katanusic          | 57,94 m     | Dan Greaves                  | 57,05 m     | Harrison Walsh                | 54,85 m     |
| Lancio del giavellotto | F13          | Daniel Pembroke         | 66,75 m     | Marek Wietecki (F12)         | 58,76 m     | Orkhan Gasimov                | 56,46 m     |
| Lancio del giavellotto | F34          | Muhsin Kaedi            | 31,69 m     | Thierry Cibone               | 27,42 m     | Mateusz Wojnicki              | 25,11 m     |
| Lancio del giavellotto | F37/38       | Vladyslav Bilyi (F38)   | 52,29 m     | Lukasz Czarnecki (F37)       | 46,86 m     | Oleksandr Doroshenko (F38)    | 48,96 m     |
| Lancio del giavellotto | F41          | Mathias Mester          | 36,31 m     | Vladimir Gaspar              | 36,02 m     | Omer Faruk Ilkin              | 34,34 m     |
| Lancio del giavellotto | F46          | Andrius Skuja           | 47,84 m     | Dzmitry Vasilevich           | 43,93 m     | Luka Bakovic                  | 43,82 m     |
| Lancio del giavellotto | F54          | Manolis Stefanoudakis   | 30,74 m     | Ladislav Cuchran             | 29,64 m     | Ivan Revenko                  | 29,18 m     |
| Lancio del giavellotto | F57          | Muhammet Khalvandi      | 45,72 m     | Hamed Heidari                | 43,49 m     | Marcelin Walico               | 37,49 m     |
| Lancio del giavellotto | F64          | Roman Novak (F44)       | 52,33 m     | Jonas Spudis (F44)           | 51,04 m     | Felicien Siapo (F44)          | 50,65 m     |
| Lancio della clava | F32          | Frantisek Serbus        | 34,31 m     | Maciej Sochal                | 30,74 m     | Athanasios Konstantinidis     | 29,62 m     |
| Lancio della clava | F51          | Željko Dimitrijević     | 34,71 m     | Marian Kureja                | 31,19 m     | Aleksandar Radisic            | 29,98 m     |
| record mondiale; record mondiale stagionale; record europeo; record europeo stagionale; record dei campionati; record nazionale; record personale; record personale stagionale. |              |                         |             |                              |             |                               |             |

### Donne

#### Corse
| Specialità | Categoria | Oro                                              | Prestazione | Argento                                              | Prestazione            | Bronzo                                           | Prestazione            |
| 100 m | T11       | Yuliia Pavlenko guida: Viacheslav Ponka          | 13"31       | Arjola Dedaj guida: Andrea Rigobello                 | 13"45                  | Delya Boulaghlem guida: David Alonso Gutierrez   | 13"59                  |
| 100 m | T12       | Nagore Folgado Garcia guida: Joan Raga Varo      | 12"72       | Alba Garcia Falagan guida: Jonatan Orozco Moreno     | 12"96                  | Sara Araujo guida: Mariana Duarte Costa          | 14"10                  |
| 100 m | T13       | Adiaratou Iglesias Forneiro                      | 12"08       | Leilia Adzhametova                                   | 12"24                  | Janne Sophie Engeleiter                          | 13"03                  |
| 100 m | T34       | Fabienne Andre                                   | 18"94       | Veronika Doronina                                    | 19"50                  | Amy Siemons                                      | 19"69                  |
| 100 m | T35       | Maria Lyle                                       | 14"39       | Nienke Timmer                                        | 15"60                  | Jagoda Kibil                                     | 16"12                  |
| 100 m | T36       | Cheyenne Bouthoorn                               | 14"86       | Nicole Nicoleitzik                                   | 15"01                  | Yelyzaveta Henkina                               | 15"01                  |
| 100 m | T37       | Mandy Francois-Elie                              | 13"25       | Natalija Kobzar                                      | 13"37                  | Viktoriia Slanova                                | 13"66                  |
| 100 m | T38       | Sophie Hahn                                      | 12"58       | Luca Ekler                                           | 12"80                  | Margarita Goncharova                             | 12"99                  |
| 100 m | T47       | Saska Sokolov (T46)                              | 12"25       | Alicja Jeromin                                       | 12"29                  | Anastasiia Soloveva                              | 12"52                  |
| 100 m | T53       | Catherine Debrunner                              | 17"26       | Hamide Dogangun                                      | 18"61                  | Zeynep Acet                                      | 19"24                  |
| 100 m | T54       | Zubeyde Supurgeci                                | 16"83       | Merle Marie Menje                                    | 17"16                  | Lea Bayekula                                     | 17"46                  |
| 100 m | T63       | Martina Caironi                                  | 15"01       | Elena Kratter                                        | 15"94                  | Sofia Gonzalez                                   | 16"50                  |
| 100 m | T64       | Fleur Jong (T62)                                 | 12"64       | Marlene van Gansewinkel                              | 12"80                  | Sara Andres Barrio (T62)                         | 12"93                  |
| 100 m | RR1       | Miriam Dominikowska                              | 23"59       | Medaglie non assegnate                               | Medaglie non assegnate | Medaglie non assegnate                           | Medaglie non assegnate |
| 100 m | RR3       | Kayleigh Haggo (RR2)                             | 18"11       | Thea Berggren Joergensen                             | 19"41                  | Zofia Kalucka (RR2)                              | 20"19                  |
| 200 m | T11       | Libby Clegg guida: Chris Clarke                  | 27"41       | Delya Boulaghlem guida: Farah Clerc                  | 27"60                  | Yuliia Pavlenko guida: Viacheslav Ponka          | 27"66                  |
| 200 m | T12       | Anna Kulinich-Sorokina guida: Sergey Petrichenko | 25"67       | Nagore Folgado Garcia guida: Joan Raga Varo          | 26"19                  | Alba Garcia Falagan guida: Jonatan Orozco Moreno | 26"48                  |
| 200 m | T35       | Maria Lyle                                       | 30"75       | Jagoda Kibil                                         | 33"14                  | Medaglia non assegnata                           | Medaglia non assegnata |
| 200 m | T36       | Yelyzaveta Henkina                               | 31"31       | Nicole Nicoleitzik                                   | 31"52                  | Cheyenne Bouthoorn                               | 31"66                  |
| 200 m | T37       | Mandy Francois-Elie                              | 27"55       | Natalija Kobzar                                      | 27"72                  | Viktoriia Slanova                                | 28"95                  |
| 200 m | T47       | Saska Sokolov (T46)                              | 25"56       | Alicja Jeromin                                       | 25"57                  | Anastasiia Soloveva                              | 26"22                  |
| 200 m | T64       | Marlene van Gansewinkel                          | 26"79       | Kimberly Alkemade                                    | 27"10                  | Medaglia non assegnata                           | Medaglia non assegnata |
| 400 m | T11       | Joanna Mazur guida: Michal Stawicki              | 1'03"90     | Oznur Akbulut guida: Ahmet Hakan Akbulut             | 1'09"09                | Havva Elmali guida: Hasan Deniz Kalayci          | 1'11"72                |
| 400 m | T12       | Sevda Kilinc Cirakoglu guida: Okan Yılmaz        | 1'00"03     | Melani Berges Gamez guida: Jaime del Rio Ruiz        | 1'02"16                | Iida Lounela                                     | 1'07"01                |
| 400 m | T13       | Adiaratou Iglesias Forneiro                      | 55"70       | Leilia Adzhametova                                   | 56"92                  | Nantenin Keita                                   | 57"50                  |
| 400 m | T20       | Yuliia Shuliar                                   | 56"83       | Carina Paim                                          | 58"73                  | Justyna Franieczek                               | 59"09                  |
| 400 m | T37       | Natalija Kobzar                                  | 1'03"78     | Elena Tretiakova                                     | 1'07"37                | Viktoriia Slanova                                | 1'07"89                |
| 400 m | T38       | Luca Ekler                                       | 1'00"27     | Margarita Goncharova                                 | 1'00"79                | Ali Smith                                        | 1'03"91                |
| 400 m | T47       | Anastasiia Soloveva                              | 1'00"04     | Katarzyna Kisiel                                     | 1'03"07                | Agata Galan                                      | 1'04"88                |
| 400 m | T53       | Catherine Debrunner                              | 55"71       | Hamide Dogangun                                      | 56"46                  | Zeynep Acet                                      | 1'06"71                |
| 400 m | T54       | Merle Marie Menje                                | 57"53       | Zubeyde Supurgeci                                    | 58"80                  | Alexandra Helbling                               | 59"30                  |
| 800 m | T34       | Fabienne Andre                                   | 2'15"18     | Veronika Doronina                                    | 2'22"02                | Cecile Goens                                     | 3'02"65                |
| 800 m | T53       | Catherine Debrunner                              | 1'56"14     | Hamide Dogangun                                      | 1'57"57                | Medaglia non assegnata                           | Medaglia non assegnata |
| 800 m | T54       | Patricia Eachus                                  | 1'52"02     | Merle Marie Menje                                    | 1'52"04                | Nikita den Boer                                  | 1'52"65                |
| 1500 m | T11       | Joanna Mazur guida: Michal Stawicki              | 5'03"24     | Susana Rodriguez Gacio guida: Celso Comesana Pereira | 5'03"60                | Havva Elmali guida: Hasan Deniz Kalayci          | 5'15"58                |
| 1500 m | T13       | Greta Streimikyte                                | 4'39"27     | Izaskun Oses Ayucar (T12)                            | 4'40"49                | Veronika Zotova                                  | 4'41"17                |
| 1500 m | T20       | Liudmyla Danylina                                | 4'43"63     | Barbara Bieganowska-Zajac                            | 4'43"78                | Ilona Biacsi                                     | 4'45"71                |
| 1500 m | T54       | Patricia Eachus                                  | 3'38"53     | Nikita den Boer                                      | 3'38"99                | Catherine Debrunner (T53)                        | 3'39"08                |
| 5000 m | T54       | Merle Marie Menje                                | 11'52"30    | Nikita den Boer                                      | 11'54"17               | Patricia Eachus                                  | 11'54"36               |
| record mondiale; record mondiale stagionale; record europeo; record europeo stagionale; record dei campionati; record nazionale; record personale; record personale stagionale. |           |                                                  |             |                                                      |                        |                                                  |                        |

#### Concorsi
| Specialità | Categoria | Oro                     | Prestazione | Argento                      | Prestazione                | Bronzo                      | Prestazione            |
| Salti |           |                         |             |                              |                            |                             |                        |
| Salto in lungo | T11       | Yuliia Pavlenko         | 4,91 m      | Viktoria Karlsson            | 4,70 m                     | Arjola Dedaj                | 4,49 m                 |
| Salto in lungo | T12       | Oksana Zubkovska        | 5,57 m      | Sara Martinez                | 5,31 m                     | Anna Kaniuk                 | 5,01 m                 |
| Salto in lungo | T20       | Karolina Kucharczyk     | 6,13 m      | Aleksandra Ruchkina          | 5,59 m                     | Mikela Ristoski             | 5,54 m                 |
| Salto in lungo | T37       | Anna Sapozhnikova       | 4,60 m      | Manon Genest                 | 4,51 m                     | Marta Piotrowska            | 4,44 m                 |
| Salto in lungo | T38       | Luca Ekler              | 5,51 m      | Margarita Goncharova         | 5,25 m                     | Olivia Breen                | 4,94 m                 |
| Salto in lungo | T47       | Aleksandra Moguchaia    | 5,59 m      | Nikol Rodomakina             | 5,32 m                     | Polly Maton                 | 5,28 m                 |
| Salto in lungo | T63       | Martina Caironi         | 5,06 m      | Elena Kratter                | 4,30 m                     | Desiree Vila Bargiela       | 4,23 m                 |
| Salto in lungo | T64       | Fleur Jong (T62)        | 6,06 m      | Marlene van Gansewinkel      | 5,82 m                     | Stef Reid                   | 5,26 m                 |
| Lanci |           |                         |             |                              |                            |                             |                        |
| Getto del peso | F12       | Nadezhda Burkova        | 13,06 m     | Lydia Church                 | 12,34 m                    | Orysia Ilchyna              | 11,84 m                |
| Getto del peso | F20       | Aleksandra Zaitseva     | 13,29 m     | Viktoriia Shpachynska        | 13,22 m                    | Zoi Mantoudi                | 13,00 m                |
| Getto del peso | F32       | Evgeniia Galaktionova   | 6,95 m      | Anastasiia Moskalenko        | 6,81 m                     | Roza Kozakowska             | 2,82 m                 |
| Getto del peso | F33       | Joanna Oleksiuk         | 6,62 m      | Anthi Liagkou                | 5,29 m Template:Recordicon | Medaglia non assegnata      | Medaglia non assegnata |
| Getto del peso | F34       | Lucyna Kornobys         | 8,78 m      | Vanessa Wallace              | 8,73 m                     | Marie Braemer-Skowronek     | 7,76 m                 |
| Getto del peso | F35       | Mariia Pomazan          | 12,81 m     | Anna Luxova                  | 8,85 m                     | Klaudia Maliszewska         | 8,67 m                 |
| Getto del peso | F36       | Miriam Martinez Rico    | 9,50 m      | Cheyenne Bouthoorn           | 9,49 m                     | Non assegnata               | Non assegnata          |
| Getto del peso | F37       | Eva Datinska            | 10,20 m     | Bergrun Osk Adalsteinsdottir | 8,76 m                     | Ingeborg Eide Gardarsdottir | 8,75 m                 |
| Getto del peso | F40       | Renata Sliwinska        | 8,75 m      | Lara Baars                   | 7,85 m                     | Mary Fitzgerald             | 7,35 m                 |
| Getto del peso | F41       | Ana Gradecak            | 8,23 m      | Rabia Cirit                  | 7,61 m                     | Rose Vandegou               | 7,25 m                 |
| Getto del peso | F54       | Mariia Bogacheva        | 7,10 m      | Yuliya Nezhura               | 6,61 m                     | Iana Lebiedieva (F53)       | 5,62 m                 |
| Getto del peso | F57       | Miroslava Obrova        | 7,06 m      | Jelena Vukovic               | 7,05 m                     | Natasa Sobocan              | 6,94 m                 |
| Lancio del disco | F11/12    | Busra Nur Tirikli (F11) | 34,12 m     | Elena Shakh (F11)            | 33,12 m                    | Orysia Ilchyna (F12)        | 35,29 m                |
| Lancio del disco | F38       | Eva Datinska            | 26,78 m     | Natalia Jasinska             | 24,62 m                    | Emily Stewart               | 24,41 m                |
| Lancio del disco | F41       | Niamh McCarthy          | 30,03 m     | Renata Sliwinska (F40)       | 24,77 m                    | Lara Baars (F40)            | 24,19 m                |
| Lancio del disco | F53       | Iana Lebiedieva         | 15,44 m     | Zoia Ovsii (F51)             | 14,15 m                    | Elena Gorlova (F51)         | 12,18 m                |
| Lancio del disco | F55       | Karolina Strawinska     | 19,76 m     | Ivana Petrovic               | 19,54 m                    | Iryna Baranovskaya          | 18,26 m                |
| Lancio del disco | F64       | Faustyna Kotlowska      | 34,58 m     | Ida Nesse (F44)              | 34,05 m                    | Kristel Walther             | 31,38 m                |
| Lancio del giavellotto | F13       | Anna Kulinich-Sorokina  | 37,95 m     | Lizaveta Piatrenka           | 37,33 m                    | Natalija Eder               | 37,06 m                |
| Lancio del giavellotto | F34       | Marjaana Heikkinen      | 17,85 m     | Frances Herrmann             | 17,16 m                    | Lucyna Kornobys             | 16,12 m                |
| Lancio del giavellotto | F46       | Noelle Roorda           | 39,72 m     | Saska Sokolov                | 36,78 m                    | Katarzyna Piekart           | 34,89 m                |
| Lancio del giavellotto | F54       | Mariia Bogacheva        | 14,86 m     | Yuliya Nezhura               | 12,49 m                    | Maja Rajkovic               | 12,33 m                |
| Lancio del giavellotto | F56       | Martina Willing         | 20,00 m     | Miroslava Obrova             | 15,09 m                    | Ivana Petrovic              | 15,00 m                |
| Lancio della clava | F32       | Anastasija Moskalenko   | 20,24 m     | Anna Muzikova                | 17,82 m                    | Baiba Rorbaha               | 15,57 m                |
| Lancio della clava | F51       | Elena Gorlova           | 22,80 m     | Zoia Ovsii                   | 22,15 m                    | Non assegnata               | Non assegnata          |
| record mondiale; record mondiale stagionale; record europeo; record europeo stagionale; record dei campionati; record nazionale; record personale; record personale stagionale. |           |                         |             |                              |                            |                             |                        |

### Misti
| Specialità | Oro                                                                                                 | Prestazione | Argento                                                                                      | Prestazione | Bronzo                                                                                          | Prestazione |
| Staffetta 4×100 m universale | Russia Aleksei Bychenok (T54) Roman Tarasov (T12) Viktoriia Slanova (T37) Anastasiia Soloveva (T47) | 47"67       | Gran Bretagna Nathan Maguire (T54) Zachary Shaw (T12) Sophie Hahn (T38) Sophie Kamlish (T64) | 48"20       | Francia Julien Casoli (T54) Dimitri Pavadé (T64) Mandy Francois-Elie (T37) Nantenin Keita (T13) | 50"44       |
| record mondiale; record mondiale stagionale; record europeo; record europeo stagionale; record dei campionati; record nazionale; record personale; record personale stagionale. | |             |                                                                                              |             |                                                                                                 |             |

## Medagliere
Legenda
     Paese ospitante
| Posizione | Paese         | Oro | Argento | Bronzo | Totale |
| --------- | ------------- | --- | ------- | ------ | ------ |
| 1         | Russia        | 31  | 25      | 18     | 74     |
| 2         | Ucraina       | 17  | 13      | 9      | 39     |
| 3         | Polonia       | 15  | 20      | 14     | 49     |
| 4         | Gran Bretagna | 14  | 9       | 14     | 37     |
| 5         | Francia       | 8   | 11      | 11     | 30     |
| 6         | Paesi Bassi   | 8   | 11      | 4      | 23     |
| 7         | Svizzera      | 8   | 4       | 6      | 18     |
| 8         | Turchia       | 6   | 7       | 4      | 17     |
| 9         | Spagna        | 5   | 12      | 10     | 27     |
| 10        | Germania      | 5   | 5       | 6      | 16     |
| 11        | Finlandia     | 5   | 1       | 2      | 8      |
| 12        | Serbia        | 4   | 3       | 4      | 11     |
| 13        | Rep. Ceca     | 4   | 3       | 1      | 8      |
| 14        | Grecia        | 4   | 2       | 5      | 11     |
| 15        | Croazia       | 4   | 2       | 4      | 10     |
| 16        | Azerbaigian   | 3   | 1       | 2      | 6      |
| 17        | Danimarca     | 2   | 2       | 2      | 6      |
| 18        | Italia        | 2   | 1       | 7      | 10     |
| 19        | Ungheria      | 2   | 1       | 1      | 4      |
| 19        | Irlanda       | 2   | 1       | 1      | 4      |
| 21        | Austria       | 2   | 0       | 1      | 3      |
| 22        | Lituania      | 1   | 4       | 2      | 7      |
| 23        | Portogallo    | 1   | 1       | 3      | 5      |
| 24        | Belgio        | 1   | 1       | 1      | 3      |
| 25        | Bulgaria      | 1   | 1       | 0      | 2      |
| 25        | Norvegia      | 1   | 1       | 0      | 2      |
| 27        | Lettonia      | 1   | 0       | 1      | 2      |
| 28        | Bielorussia   | 0   | 5       | 1      | 6      |
| 29        | Slovacchia    | 0   | 3       | 0      | 3      |
| 30        | Islanda       | 0   | 1       | 1      | 2      |
| 30        | Svezia        | 0   | 1       | 1      | 2      |
| 32        | Lussemburgo   | 0   | 1       | 0      | 1      |
| 33        | Montenegro    | 0   | 0       | 0      | 1      |
| Totale    | Totale        | 157 | 153     | 136    | 446    |